# Sörberget
Sörberget är en småort i Bokenäs socken i Uddevalla kommun i Västra Götalands län.